# Tahinli çörek
Il Tahinli çörek (tr. dal turco: "çörek con tahina") è una varietà di çörek turco tradizionale preparato con tahina. Esso si trova anche nella cucina cipriota. I greci ciprioti lo chiamamo tascinopitta (ταχινόπιττα), e i turchi ciprioti lo chiamano "daşinobitta".

## Preparazione
L'impasto è preparato con farina di grano, uova, olio o margarina, lievito di pane o chimico e yogurt. Il ripieno è preparato con tahina, noci fresche e zucchero comune. A esso viene data la forma di un serpente a spirale. Al momento di metterlo in forno, è dipinto con tuorlo d'uovo e viene guarnito con cumino nero o semi di sesamo.